# Natalie Martinez
Natalie Martinez (Miami, 12 de julho de 1984) é uma atriz e modelo americana, descendente de cubanos. Ela é mais conhecida por atuar em Corrida Mortal, El Dorado, Detroit 1-8-7, Under the Dome e Secrets and Lies. Também foi garota-propaganda para a marca J.Lo by Jennifer Lopez.

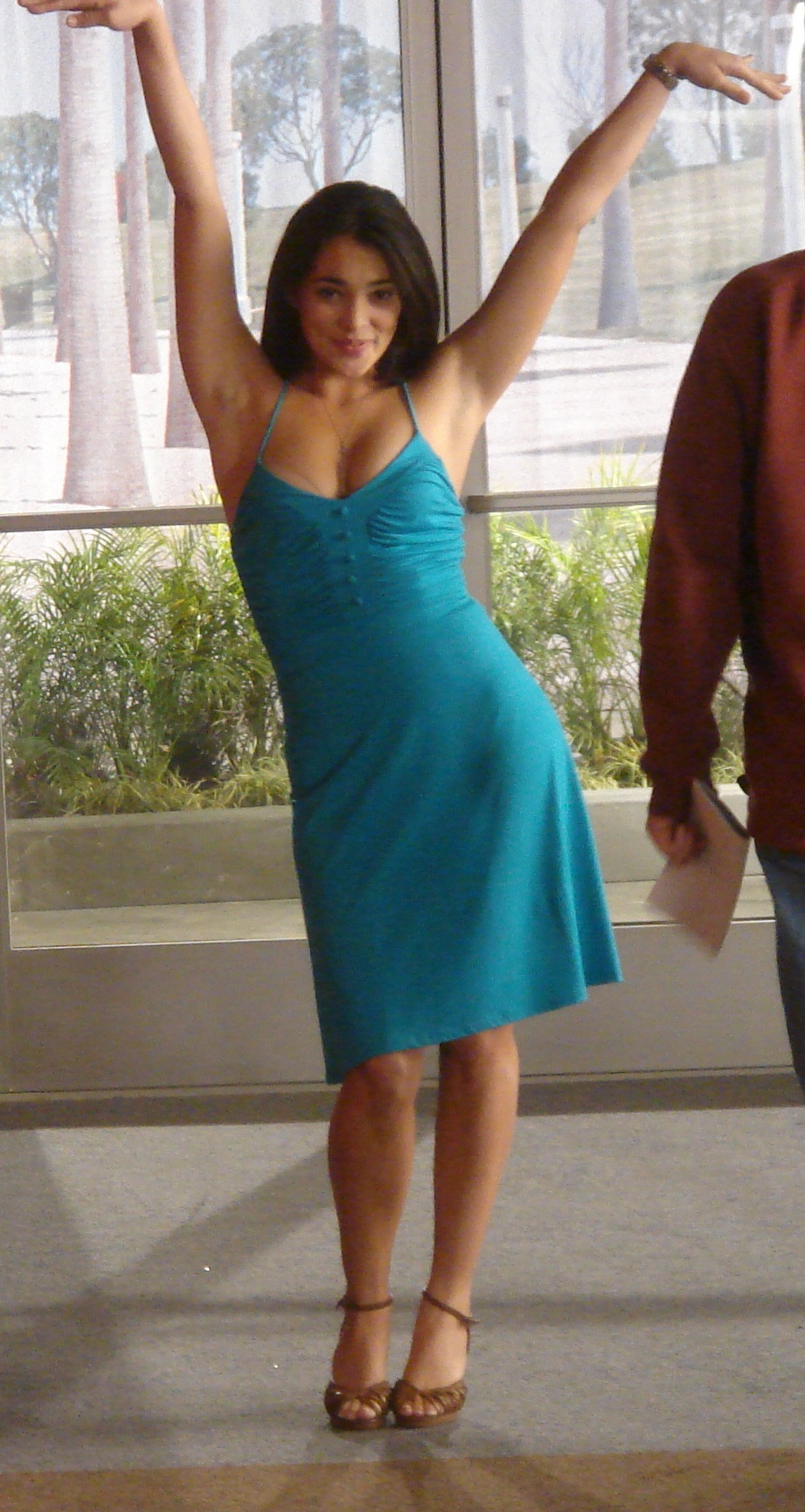
Natalie em 2007

## Filmografia

### Filmes
- 2008: Corrida Mortal como Elizabeth Case
- 2010: El Dorado como Maria Martinez (2 filmes)
- 2011: Magic City Memoirs como Mari
- 2012: Widow Detective como Maya Davis
- 2012: The Baytown Outlaws como Ariana
- 2012: End of Watch como Gabby
- 2013: Broken City como Natalie Barrow
- 2015: Self/less como Madeline
- 2017: Keep Watching como Nicole

### Séries
- 2010: Sons of Tucson como Maggie (Episódios 1 e 4)
- 2010-2011: Detroit 1-8-7 como Detetive Ariana Sanchez (Principal, 18 episódios)
- 2012-2013: CSI: NY como Detetive Jamie Lovato (Recorrente, 12 episódios)
- 2013-2014: Under the Dome como Linda Esquivel (Principal, 13 episódios / Participação, Episódio 1)
- 2014: Matador como Salma (Episódio 5)
- 2015: Kingdom como Alicia Mendez (2ª temporada, 10 episódios)
- 2015-presente: Secrets and Lies como Jess Murphy (Principal)
- 2016: From Dusk Till Dawn como Amaru (Episódios 3x09 e 3x10)
- 2018: The Crossing como Reece

### Telenovelas
- 2007: Saints & Sinners como Pilar Martin
- 2006: Fashion House como Michelle Miller

### Videoclipes
- 2003: Justin Timberlake - Señorita
- 2005: Sean Paul - We Be Burnin
- 2005: Self Scientific - Live N Breathe
- 2007: Wisin & Yandel - Yo Te Quiero
- 2007: Amr Diab - Ne'oul Eih
- 2011: Pitbull - Rain Over Me feat. Marc Anthony